# Hrubá Skála (zámek)
Hrubá Skála je zámek u stejnojmenné vesnice v okrese Semily v Libereckém kraji. Stojí na východním okraji přírodní rezervace Hruboskalsko v Českém ráji. Vznikl přestavbou hradu Skála postaveného ve 14. století pány z Valdštejna.

## Historie

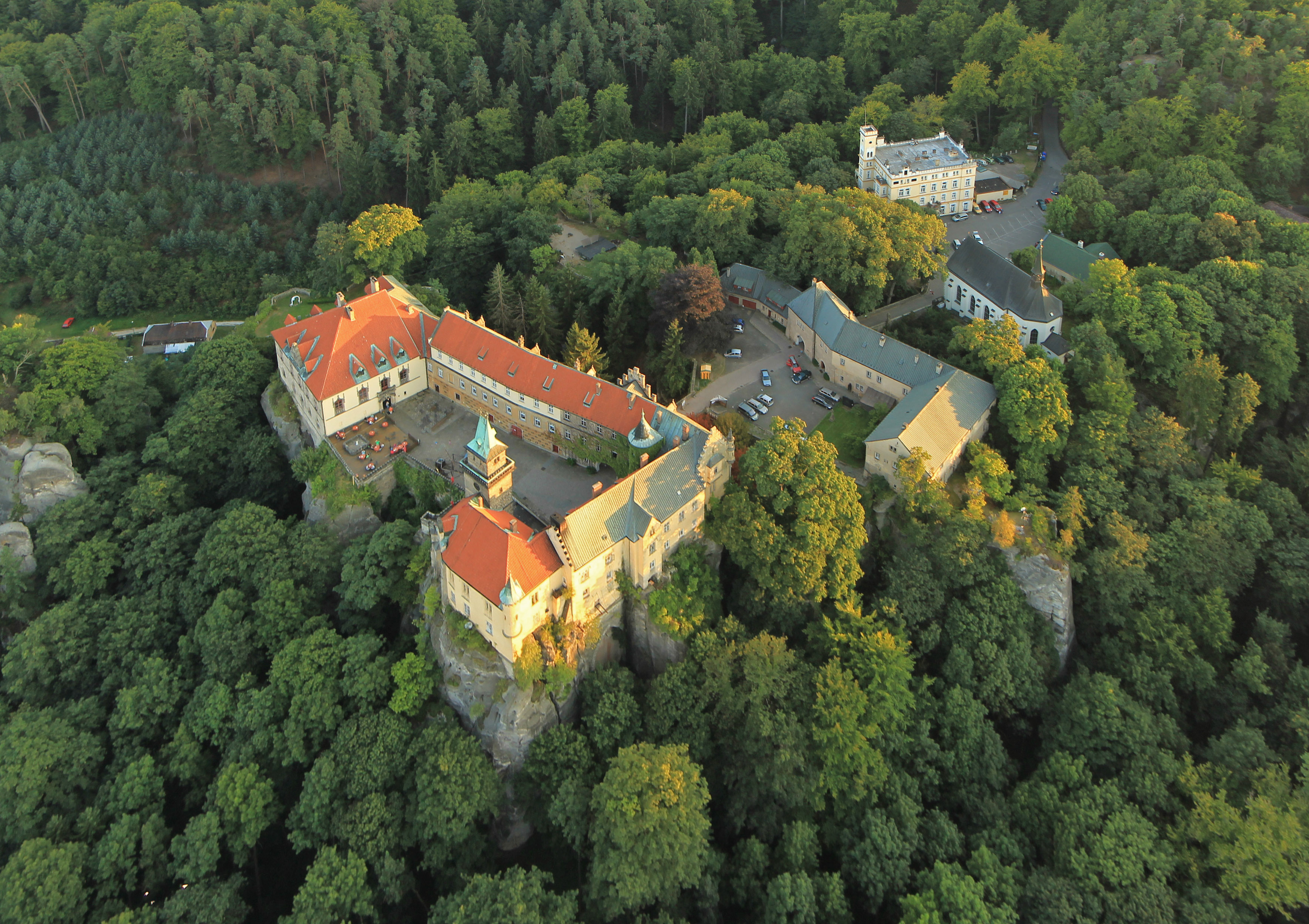
Letecký pohled na Hrubou Skálu

Hrad Skálu postavil před rokem 1353 pravděpodobně Hynek z Valdštejna a Valdštejnům poté patřil do konce čtrnáctého století. V letech 1416 až 1460 jej vlastnili páni z Jenštejna, pak Zajícové z Hazmburka. V roce 1469 byl hrad obsazen královským vojskem. Od roku 1515 až do roku 1524 po částech skupoval hrad a panství Zikmund I. Smiřický ze Smiřic († 1548). Smiřičtí začali přestavovat hrad Skála na zámek Hrubá Skála. Od té doby ještě zámek mnohokrát změnil svou tvář. Od posledních členů vymírajícího rodu Smiřických zámek s okolním panstvím získal Albrecht z Valdštejna. V roce 1821 zámek koupili Lexové z Aehrenthalu.. V roce 1854 se zde narodil pozdější rakousko-uherský ministr zahraničních věcí a hlavní aktér tzv. Bosenské krize Alois Lexa z Aehrenthalu. Roku 1859 byl zámek romanticky přestavěn. Roku 1945 zámek převzal stát. Sloužil pak jako rekreační středisko ROH, později byl upraven jako hotel.
Před rokem 1990 zámek sloužil jako rekreační středisko ROH pro pracující. Později byl upraven na hotel ve vlastnictví firmy TENMAR.
Do zámku vede kamenný most se sochami svatého Floriána a Vavřince. V blízkosti se nalézá Mariánská vyhlídka.

## Stavební podoba
Poznání stavební podoby středověkého hradu je zlomkovité a informace získané před provedením stavebněhistorického průzkumu naznačovaly, že Hrubá skála mohla patřit k hradům dvoupalácového typu. Dispozice bývala dvojdílná. Hrad se skládal z hradního jádra a předhradí. Obě části od sebe odděloval dochovaný příkop, jehož konce uzavíraly hradby. Z nich stojí jižní zeď. Je také možné, že plocha většina plochy vnitřního zámku bývala předhradím, a hradní jádro se nacházelo na nejvyšším místě severovýchodně od čtverhranné věže.
Z nejstarší stavební fáze se v úrovni přízemí dochovala linie čelní hradby na vstupní straně podél příkopu. Podél ní byla později přistavěna dlouhá budova, jejíž mladší stavební fáze proběhla na přelomu patnáctého a šestnáctého století. Nad průjezdem brány snad stála branská věž. Gotického původu je také přízemí původně trojprostorové budovy v severovýchodním nároží. Stavby na jižním a severním konci jsou v jádru renesančního stáří. Stáří přilehlé čtverhranné věže je nejasné, ale věž byla nejspíše postavena při některé z porenesančních úprav. Terénní úpravy skalních bloků a prostor mezi nimi pochází z doby okolo roku 1825.
Prostor předzámčí byl k hradu připojen přibližně na přelomu patnáctého a šestnáctého století. Návrší v okolí hradu začala s rozvojem dělostřelby představovat vážné bezpečnostní riziko, a proto byla ve druhé polovině patnáctého století na nejvyšším z nich postavena předsunutá bašta, přístupná po ve skále vytesaném schodišti a zvaná Prachovna. Část obvodu skalního bloku, na kterém se nachází, lemuje nízký val a v jeho jihozápadním nároží je patrná prohlubeň po zahloubeném objektu. Hrudky vypálené mazanice nalezené v baště dokládají významné využití dřeva a zánik bašty požárem.

## Bájná bitva se Sasy
V Rukopise královédvorském v hrdinské básni o Heřmanově synu Benšovi se popisuje vítězné střetnutí jeho vojsk s německými „Sasíky“ v bitvě pod „Hrubú Skalú“. Historickými prameny nedoloženou událost kladenou do roku 1203 zobrazil Mikoláš Aleš na monumentálním plátně Pobití Sasíků pod Hrubou Skálou z roku 1895. V té době již převažoval názor, že Rukopis královédvorský není středověká literární památka, ale falzum z počátku 19. století.
Do sporu o Rukopisy se již jako student zapojil mladý Josef Pekař roku 1890 článkem pro Athenaeum, ve kterém dokazuje, že název Hrubá Skála pochází až z novověku a do 17. století se používal jen název „Skály“.

## Přístup
Zámek stojí na pískovcové skále a leží asi šest kilometrů jihovýchodně od Turnova nad obcí Hrubá Skála. Je k němu možné jet autem ze silnice Turnov - Jičín. Nejbližší vlaková zastávka Hrubá Skála na železniční trati z Turnova do Jičína je vzdálená asi dva kilometry. V letní sezóně přímo k zámku zajíždějí autobusy turistických autobusových linek „Český ráj“.
Pro veřejnost jsou přístupné k prohlídce nádvoří a hradní vyhlídková věž, zbytek zámku slouží jako hotel.

## Zámek ve filmu
Zámek Hrubá Skála vystupuje v několika filmech:
- Kočičí princ (1978)
- Princ Bajaja (1971)
- Jánošík (1935)